# 朝見心
朝見 心（あさみ こころ、1985年9月30日 - ）は、京都府出身の日本の女優。ステッカーを経てシュルー所属。同志社女子大学卒業。

## 略歴
京都府宇治市出身。幼少期からよしもと新喜劇に憧れを持ち、中学卒業時は劇団員になろうと考えたこともあったが、結局高校へ進学する。
大学卒業後、大阪・梅田で機械の営業職として働いていたが、カットモデルのスカウトをされたことがきっかけでモデルへの憧れを持つようになる。その後、東京で行われたカットモデルの賞を受賞したことにより、半年で会社を退職し上京する。
上京後は、モデルとしての活動のかたわら演劇活動を始め、28歳の時に芸能事務所ステッカーに移籍してからは、主に女優業を本職としている。
2018年・2019年と2年連続で「タレントCM起用社数ランキング」の上位（共に8社）に入るなど、CMに数多く出演している。
2022年9月23日、一般男性との結婚と第1子妊娠を発表した。
2025年2月5日、所属事務所ステッカーを退所しシュルーに移籍したことと第2子妊娠を報告した。

## 人物・エピソード
身長は162cm、スリーサイズはB79cm、W60cm、H87cm。
特技は、フルートと絵を描くこと。

## 出演
出演情報については、所属事務所のホームページ参照。

### 映画
- 僕たちは世界を変えることができない。（2011年9月23日、監督：深作健太）- さな 役
- ゲームセンターCX THE MOVIE 1986 マイティボンジャック (2014年2月22日、監督：蔵方政俊) - 田中すみれ 役
- ナニワ銭道（2014年7月12日、監督：萩庭貞明）- 緒人良子 役
- 想いのこし（2014年11月22日、監督：平川雄一朗）- ポールダンスショーのお店の店員 役
- パラノイアック（2015年1月17日、監督：岩澤宏樹）- 奥田安沙 役
- 表と裏 第2章（2015年8月29日、監督：藤原健一）- 占い師のお客 役
- 表と裏 最終章（2016年2月6日、監督：藤原健一）- 白井幸恵 役
- PLAN B（2016年6月、監督：横尾初喜）- 夫婦の友人 役 [注 1]
- 新宿スワンII（2017年1月21日、監督：園子温）
- 手のひらを太陽に（2015年製作/2016年8月国内初上映、監督：岩崎友彦）- よしおの同僚OL ユリ 役
- ひなたつむ（2017年製作、2018年1月より上映、監督：吉木敏博）- 亜実 役
- 音量を上げろタコ!なに歌ってんのか全然わかんねぇんだよ!!（2018年10月12日、監督：三木聡）- 新聞記者 役
- オータムリーフ（中国題名：秋、2018年製作/2019年7月22日公開、監督：汪崎) [注 2]
- 40万分の1（2019年2月8日、監督：井上博貴）- 芹沢琴子 役
- LAPSE ラプス「SIN」（2019年2月16日、監督：志真健太郎）- 大統領 役
- 新卒ポモドーロ（2020年2月21日、監督：井上博貴）- 徳田香織 役
- 鹿沼（2018年製作/2020年公開、監督：杉本達）[注 3]
- 浅田家!（2020年10月2日、監督：中野量太）- 赤々舎社員 役
- レディ・トゥ・レディ（2020年12月11日、監督：藤澤浩和）- 永山美結 役
- その消失、（2022年2月25日、監督：狩野比呂）

### テレビドラマ
- マッスルガール!（2011年、毎日放送）- 牛田ミカ 役
- 桑潟幸一准教授のスタイリッシュな生活（2012年、テレビ朝日）- 女性警官 役
- 神話戦士ギガゼウス（2012年、関西テレビ）- リンジー･ウォン 役
- 月曜ミステリーシアター SAKURA〜事件を聞く女〜 第1話（2014年10月20日、TBS）- 看護婦 役
- 警視庁捜査一課9係 season10 第1話（2015年4月22日、テレビ朝日）- ホステス 役
- 土曜ワイド劇場 私は代行屋！4 事件推理請負人（2015年8月22日、テレビ朝日）- 看護師 役
- 猫侍 玉之丞 江戸へ行く （2016年2月、テレビ神奈川・BSフジ他）- おつる 役
- ナイトヒーロー NAOTO 第9話（2016年6月17日、テレビ東京）- 麻衣 役
- ドキュメンタリードラマ おかしな男〜寅さん夜明け前 渥美清の青春〜（2016年8月4日、NHK BSプレミアム）- 小林信彦の妻 役
- 闇金ウシジマくん Season3 第7話（2016年9月6日、TBS）- ウェイトレス 役
- GAKUYA～開場は開演の30分前です～ 第1話（2016年11月20日、フジテレビONE TWO NEXT）[注 4]
- 丸の内小町 「灯りのドラマ」（2016年11月20日、テレビ朝日）
- 土曜プレミアム 山崎豊子ドラマスペシャル 女の勲章 第1夜（2017年4月15日、フジテレビ）
- 奥様は、取り扱い注意 第9話（2017年11月29日、日本テレビ）- 主婦 役
- 花のち晴れ〜花男 Next Season〜 第3話（2018年5月1日、TBS）
- 土曜時代ドラマ そろばん侍 風の市兵衛 第6回「雷神」(下)（2018年6月30日、NHK総合）
- なめとんか やしきたかじん誕生物語（2018年11月20日、関西テレビ）- 祇園のクラブのホステス 役
- 新しい王様 Season1 第2話・第3話・第4話・第6話（2019年1月9日・10日・11日・15日、TBS×Paravi）
- 後妻業 第4話（2019年2月12日、関西テレビ・フジテレビ）
- 歴史秘話ヒストリア「物語に魅せられて 更級日記・平安少女の秘密」（2019年6月12日、NHK総合）- 菅原孝標の娘の成人時代 役[注 5]
- Heaven?～ご苦楽レストラン～ 第2話（2019年7月16日、TBS）
- そして、生きる 第1話（2019年8月4日、WOWOW）
- 背徳の夜食 2「激辛ラーメン編」（2019年9月28日、東海テレビ・フジテレビ）- 佐伯正美 役
- 病室で念仏を唱えないでください 第2話・第3話（2020年1月24日・31日、TBS）- 宮島佳菜 役
- LINEの答えあわせ〜男と女の勘違い〜 第1話（2020年2月2日、TSUTAYA TV・読売テレビ）- 隆也の送別会の出席者・リナ 役
- CODE1515 第8話（2020年6月28日、BSフジ）- 主婦 役
- 連続テレビ小説 おちょやん 第5週 - 13週（2021年1月4日 - 3月3日、NHK）- 女給・純子 役
- クロシンリ 彼女が教える禁断の心理術 第1話・第2話（2021年4月22日・23日、関西テレビ・BSフジ）- 坂崎恭子 役
- 連続ドラマW 宮部みゆき ソロモンの偽証（2021年10月3日 - 11月21日、WOWOW）- 秘書役 役
- TOKYO MER〜走る緊急救命室〜 最終話（2021年9月12日、TBS）
- 相棒 season20 第12話「お宝探し」（2022年1月19日、テレビ朝日）- 東堂沙耶香 役

### WEBドラマ
- 「2番目でもいいの」（2022年2月11日配信、NUMA）- エリコ 役 ※音声ドラマ
- ヒヤマケンタロウの妊娠 第1話（2022年4月21日配信開始、Netflix）- マユミ 役

### 舞台
- フリーエス1月公演『あいまいな空間』（2015年1月9日 - 12日、演出：高松明子、シアター711）- 主演・ミキ 役
- 『川辺市子のために』（2015年8月27日 - 30日、作・演出：戸田彬弘、新宿サンモールスタジオ）
  - 『川辺市子のために』（2016年1月13日 - 17日、作・演出：戸田彬弘、新宿サンモールスタジオ）
- 舞台俳優塾ラボ公演『女優』（2016年11月26日・27日、脚本：山口仁志、演出：杉本達、横浜STスポット）

### テレビ
- 京　上ル下ル（J-COM）
- オトナの!（2015年5月 - 2016年6月）※不定期出演
- 「土曜旅館　桜の間」（2019年4月 - 、テレビ北海道）- レギュラーMC
- 『沖縄一本旅』ゆいレールで巡る"めん"そーれ（2020年3月14日、テレビ北海道）
- 痛快TV スカッとジャパン（2016年 - 2020年、フジテレビ）※不定期出演

### CM
- TOYOTA『ReBORN(ドラえもん)』- 店員役（2012年）
- HONDA『Nシリーズ』- お母さん役（2014年、webのみ）
- 日本マクドナルド『ビッグブレックファスト（ママの本音篇）』- お母さん役（2014年）
- au『WALLET（グッバイ、おサイフ篇）』- カップル役（2014年）
- ライオン Ban『汗ブロックロールオン』- 電車の中の乗客役（2014年）
- 東京駅『100周年』- 店員女性役（2014年）
- 武田薬品『アリナミン EXゴールド』- 医師役（2015年）
- キリン『のどごし生』- 堺雅人さんの会社の仲間役（2015年）
- 『ゼクシィ縁結び』（2015年）
- 湘南美容外科クリニック「しょうなんです篇」（2015年）
- JR東日本
  - 『New Days KIOSK』（2015年、web）
  - 『New Days セルフレジ編』（2016年、web）
  - 『グリーン女子の1ヶ月乗り回しDIARY』（2019年）
- SMBC三井住友銀行『TOKYO2020 ひとりひとりが日本代表』上地選手篇（2016年）
- 『ネスカフェ アンバサダー』- OL役（2016年）
- 花王
  - 『フレアフレグランス』香りを味方に篇 - 友人役（2016年）
  - ソフィーナ　ソフィーナボーテ（2017年）
  - 『エマール（毛玉篇）』（2019年）
  - 「ニベアクリーム」（2020年）
- 宝酒造『松竹梅白壁蔵』澪・いろんな澪パ篇 - 友人役（2016年）
- Booking.com『ONSEN LOVERS（温泉LOVERS）』（2016年）
- マンダム「ギャッツビー」（2016年、アジア圏配信）
- タキヒョーインフォマーシャル（2017年）
- カンロ『ピュレグミ』（2017年）
- ヤマハ音楽教室（2017年）
- 小林製薬
  - 「ナイトミン 鼻呼吸テープ」（2017年 - ）
  - 『熱さまシート』（2017年 - ）
- 東レ トレビーノお助け魔女「東レミちゃN」シリーズ（2017年）
- 不二家「ルック4」（2017年 - ）
- JAL
  - JALカードCM「旅の入り口 サップヨガ編」、「旅の入り口九州グルメ旅篇」（2017年）
  - 企業広告『浪漫旅行2020　親友篇』（2019年）
  - 「JAL・Visaカード東京2020篇」（2020年）
- 大王製紙　エリエール・GOO.Nパンツ まっさらさら通気「グ～ンおでかけ大成功!」（2017年 - ）
- DODA（2017年）
- FIXER CVC（2017年）
- Panasonic家電（2017年）
- 住友不動産VP（2017年）
- モスバーガー「天麩羅バーガー」（2018年）
- キャノンマーケティングジャパン企業広告（2018年）
- ダイキン空調機器（2018年）
- 三菱REAL「ガチでREALに恋をした」（2018年）
- WASEDA NEO（2018年）
- 三菱地所グループ（2018年）
- フジ住宅 - 東出昌大さんの奥さん役（2018年）
- ニッスイ
  - レンジでつくる中華惣菜シリーズ「ただならぬ夫婦のディナー」編（2019年）
  - レンジで作る中華キット2020「別々なのに全部入り?篇」（2020年）
  - 『今日のおかず レンジでつくる 青椒肉絲』（2021年）
- Amazon Prime Video「GW兄弟Family篇」（2019年）
- 日本経済新聞社『企業』「世界を変えよう。」アプリ篇（2019年）
- fotowa（2019年）
- 松井証券『ネット証券案内』（2019年）
- 東京電力『引越しれんらく帳』（2020年）
- ジブラルタ生命「My memento 〜私がのこしたもの」（2020年、web）
- よつ葉乳業「北海道バターミルクヨーグルト レアチーズ仕立て」（言いわけはいらない篇）（2021年）
- P&G「トイレのファブリーズ」（2021年）

### MV
- 米津玄師「カナリヤ」(2020年、監督：是枝裕和)
- GReeeeN「ゆらゆら」（2020年）- 有紗 役